# Tajo z Saragossy
Tajo z Saragossy – biskup Saragossy w latach 651–683.
Był uczniem Brauliona z Saragossy i po jego śmierci objął tron biskupi. Wcześniej był opatem nieznanego bliżej klasztoru. O jego pontyfikacie niewiele wiadomo, nie do końca pewna jest także data jego śmierci. Wiadomo, że uczestniczył w ósmym (653) i dziewiątym (655) synodzie toledańskim.
W latach 40. VII wieku z polecenia króla wizygockiego Chindaswinta (642–653) udał się do Rzymu w celu znalezienia niedostępnych wówczas w Hiszpanii Moraliów do Księgi Hioba autorstwa papieża Grzegorza I Wielkiego. Zgodnie z późniejszą legendą miejsce przechowywania poszukiwanego dzieła odnalazł dzięki nadprzyrodzonemu objawieniu. Głównie na podstawie poznanych dzieł Grzegorza Wielkiego sporządził w latach 653/654 liczące pięć ksiąg Sentencje, zawierające zarys teologii dogmatycznej i moralnej. Z jego twórczości zachowały się ponadto listy adresowane do Brauliona i do Eugeniusza z Toledo.